# Lisimelie

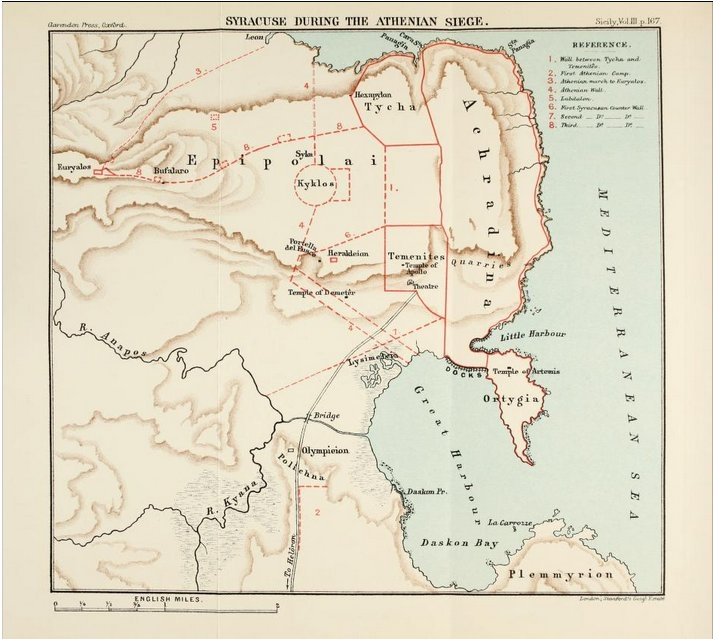
Antica mappa di Siracusa con la posizione delle paludi

Le paludi Lisimelie (note anche al singolare come palude Lisimelie) sorgevano nell'attuale zona dei Pantanelli, site ad ovest della città di Siracusa, nell'isola di Sicilia.
Lisimelie era nota agli antichi greci Teocrito e Tucidide. Il territorio di Lisimelie appare di forma semicircolare e al suo interno comprendeva la palude Syraka, descritta dagli antichi storici. Dalla presenza di questa palude deriverebbe il nome delle città di Siracusa, originariamente chiamata Syrakousai, facendo inoltre sviluppare la tesi minoritaria che i fondatori di Siracusa, provenienti da Corinto, fossero sbarcati proprio dove esisteva questa palude (dando così il suo nome alla città), anziché sull'isola di Ortigia. 
Esse sono state bonificate durante il XX secolo in tre riprese. Ora ricadono all'interno della riserva naturale Fiume Ciane e Saline di Siracusa, e i fertili campi sono stati adibiti al pascolo.